# Дістагіль-Сар
Дістагіль Сар (Дістегіль Сар) — найвища вершина хребта Гіспар Музтаг, в Каракорумі, висотою 7885 м. Це 19-та за висотою вершина у світі і 7-ма в Пакистані. Гора складається з високого (понад 7400 м) гребеня довжиною близько 5 км з трьома яскраво вираженими вершинами: північно-західна (7885 м), центральна (7760 м) і південно-східна (за різними даними — 7696 або 7535 м).

## Історія сходжень
Дістагіль Сар вперше підкорений у 1960 р. Гюнтером Старкером і Дітером Мархартом, учасниками австрійської експедиції під керівництвом Вольфганга Штефана. Експедиція піднялася по західній частині південної стіни і по південно-західному гребеню досягла вершини. Трьома роками раніше, в 1957 р., англійська експедиція намагалася піднятися з півдня і заходу, але зазнала невдачі, не в останню чергу через погану погоду. Погода завадила і швейцарської експедиції 1959 р. піднятися по південно-східному ребру.
Найвища західна вершина підкорена в 1980 і 1982 рр. за оригінальним маршрутом. Дві спроби по північній стіні, в 1988 і 1998 рр., були невдалі. Східна вершина підкорена в 1980 р. польською експедиціей по східній стіні, і повторно в 1983 р.
| Вершина    | Висота | Висота по SRTM | С. широта   | Сх. довгота | Відстань до гол. вершини [м] |
| ---------- | ------ | -------------- | ----------- | ----------- | ---------------------------- |
| Головна    | 7885   | 7838           | 36° 19.535' | 75° 11.30'  | 0                            |
| Центральна | 7760   | 7701           | 36° 19.33'  | 75° 11.755' | 800                          |
| Східна     | 7696   | 7658           | 36° 19.04'  | 75° 12.66'  | 2250                         |

## Ресурси Інтернету
- Семитисячник (нім.) [Архівовано 13 лютого 2013 у Wayback Machine.]
- Гімалайський журнал [Архівовано 17 липня 2017 у Wayback Machine.]